# Argos
Argos ( Άργος ) este un oraș în Grecia.